# Khrysantho de Avelar Muniz
Khrysantho de Avelar Muniz foi um político brasileiro do estado de Minas Gerais. Foi deputado estadual em Minas Gerais durante o período de 1959 a 1963 (4ª legislatura) pelo PSD.